# Tour Trinity
La Tour Trinity es un rascacielos situado en el distrito de negocios de La Défense, cerca de París.
Fue diseñado por el estudio de arquitectura Cro&Co Architecture, dirigido por el arquitecto Jean-Luc Crochon.
La Torre mide 167 my ofrece un área de 49 000 m² en 33 niveles.
Trinity presenta varias innovaciones arquitectónicas:
- Un núcleo descentrado: el núcleo Trinity está desplazado en la fachada y adornado con ascensores panorámicos.
- Espacios al aire libre: terrazas arboladas, logias y balcones son accesibles en toda la altura de la torre.
- Aberturas frontales, que permiten el acceso al aire libre en todas las fachadas.
- Fachadas bioclimáticas que optimizan el aporte de luz natural.
- Una altura libre mínima de 2,80 m en todas las plantas.[5]

## Galería de imágenes

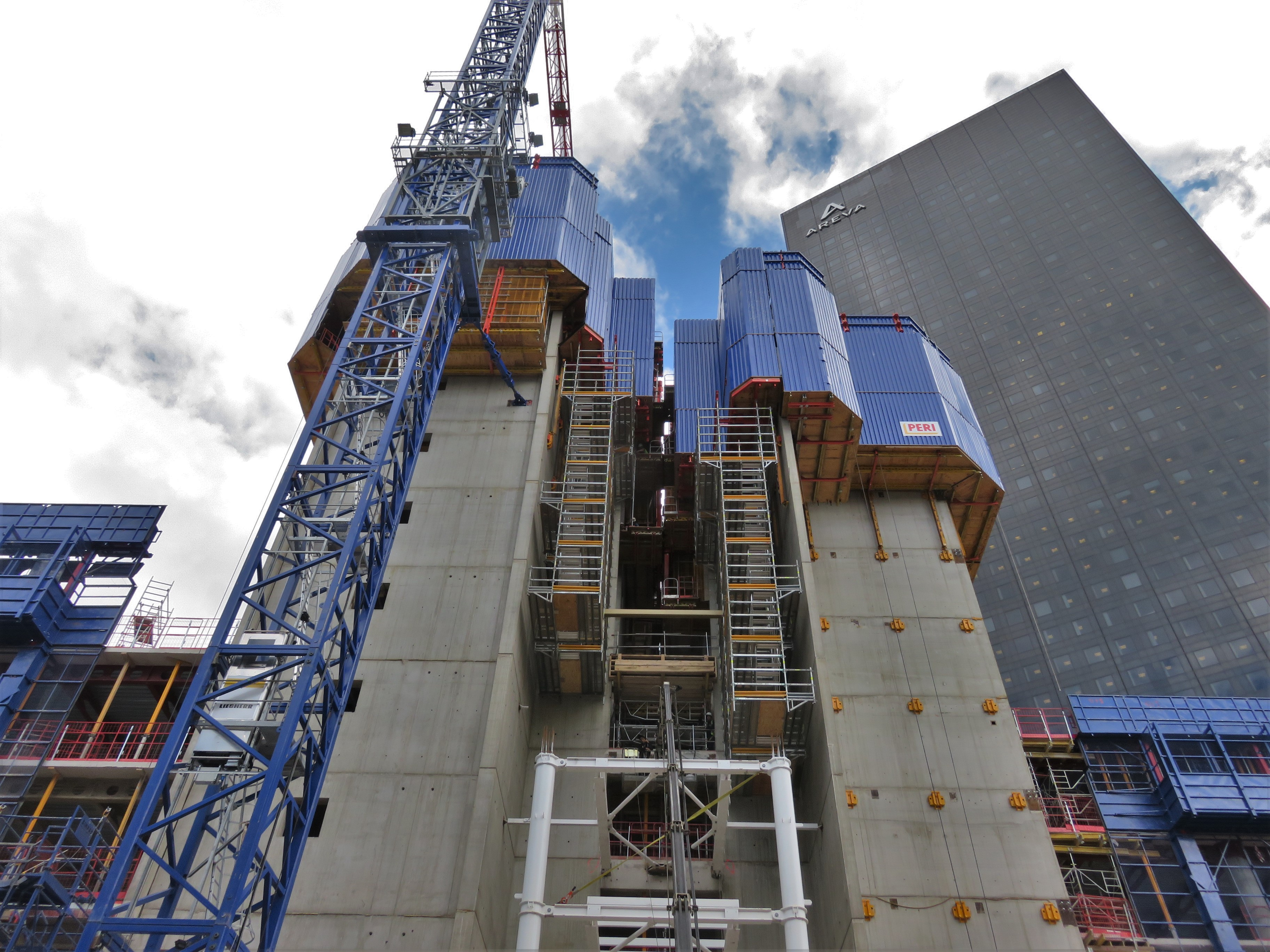
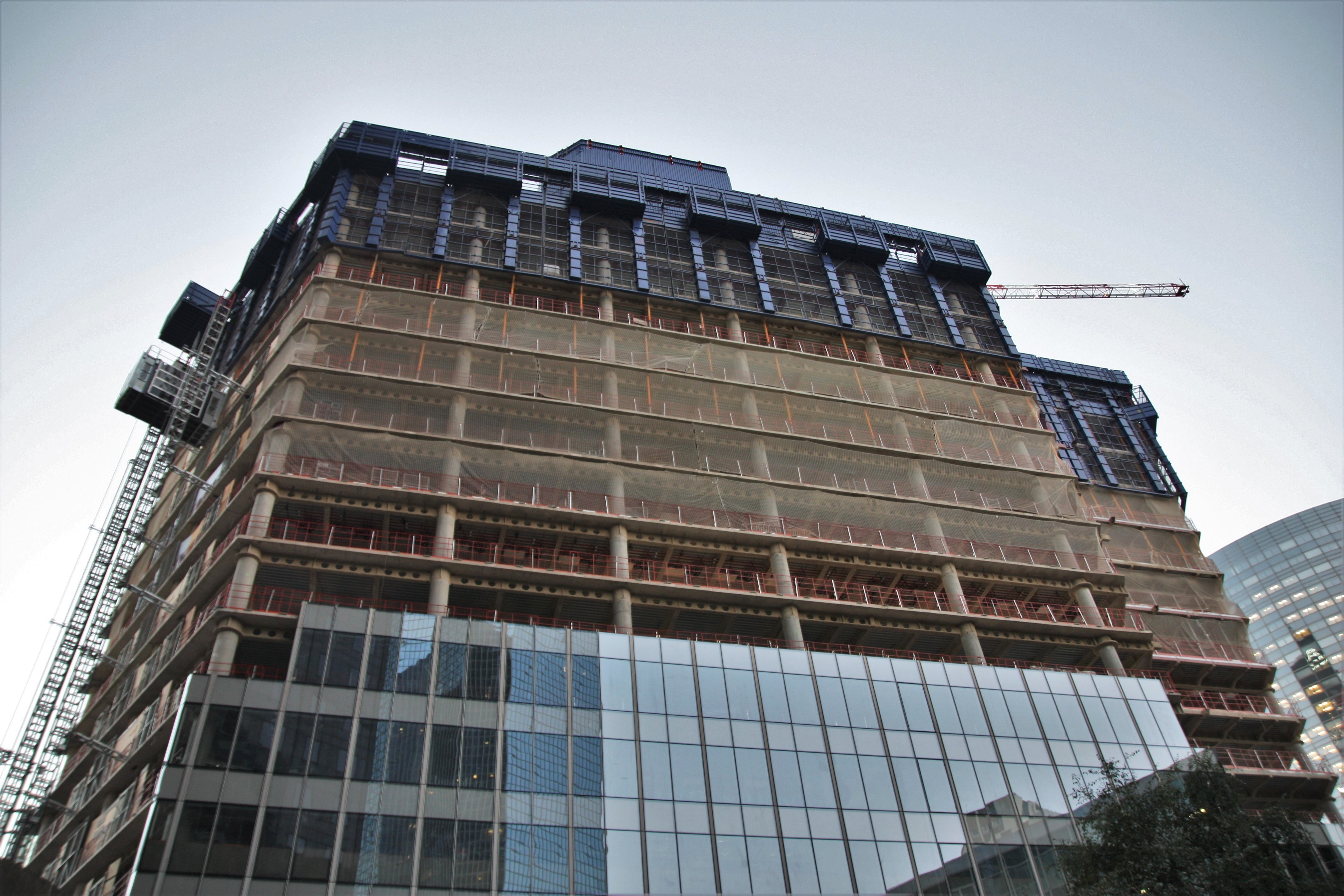
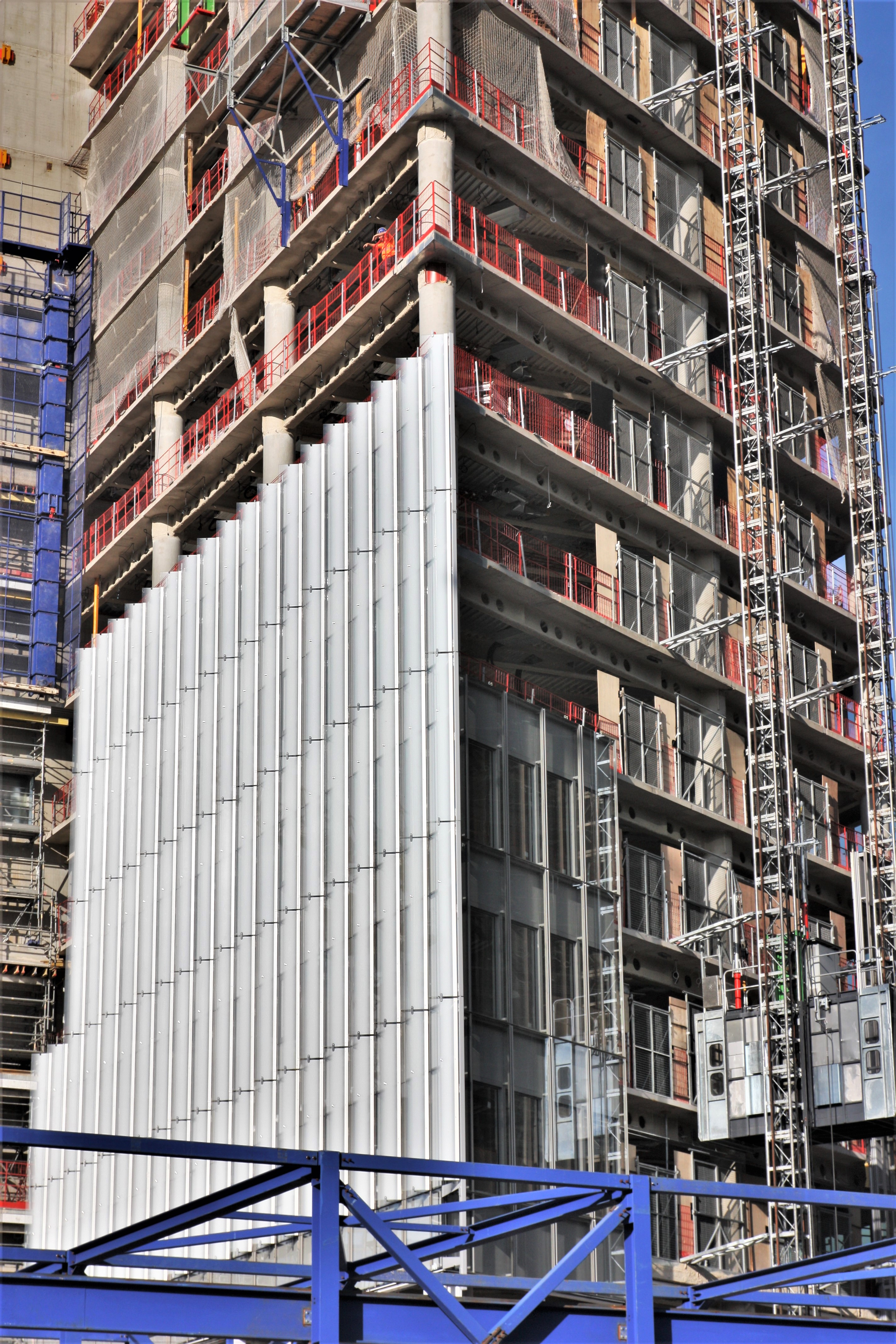
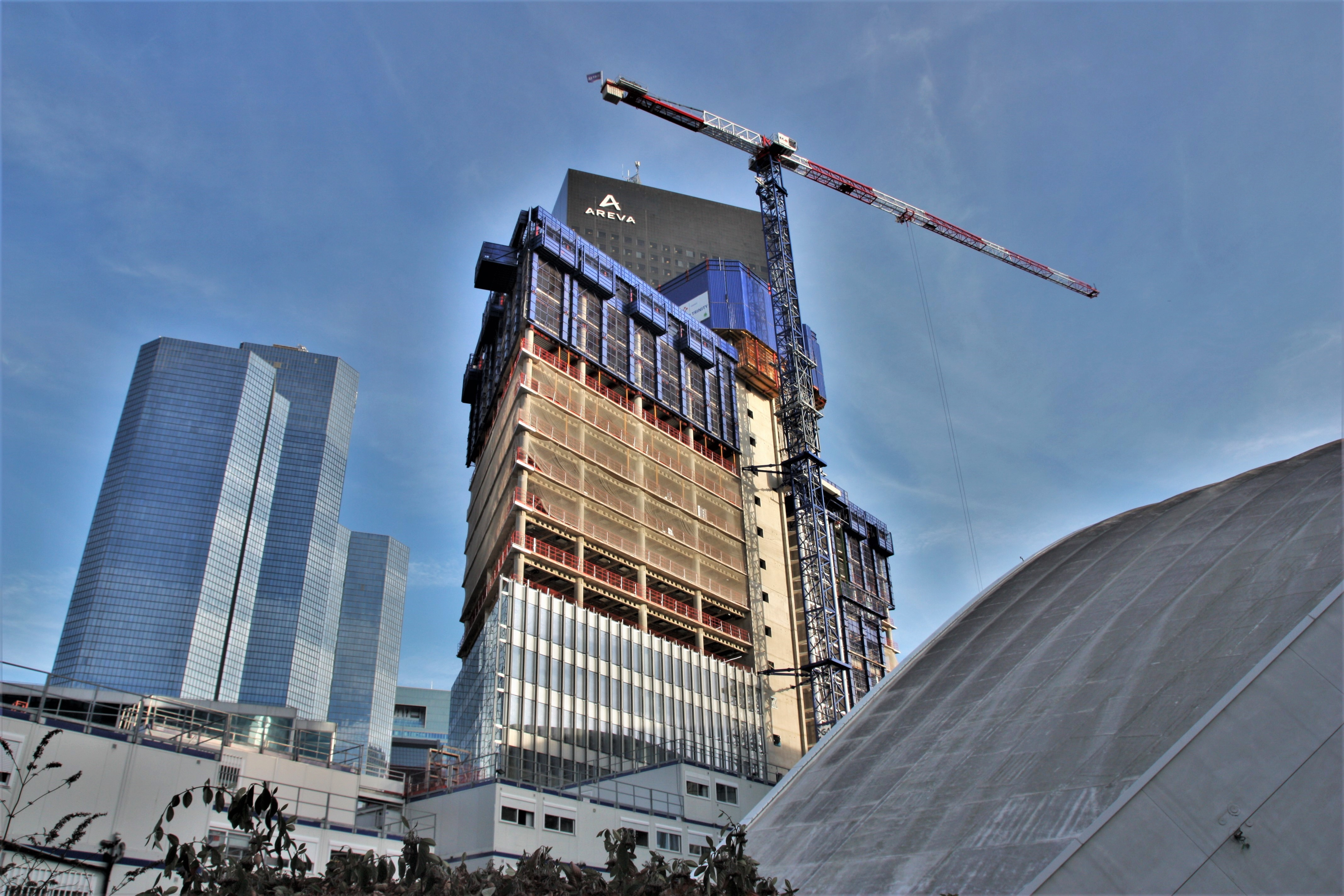